# Lucé-sous-Ballon
Lucé-sous-Ballon település Franciaországban, Sarthe megyében. Lakosainak száma 105 fő (2022. január 1.). Lucé-sous-Ballon Meurcé, Teillé, Vivoin, Ballon-Saint-Mars, Congé-sur-Orne, Maresché és Nouans községekkel határos.

## Népesség
A település népességének változása:
| Lakosok száma | 110  | 108  | 109  | 105  | 103  | 102  | 100  | 103  | 105  |
|               | 2013 | 2015 | 2016 | 2017 | 2018 | 2019 | 2020 | 2021 | 2022 |